# Сантучо, Роберто
Ма́рио Робе́рто Санту́чо (исп. Mario Roberto Santucho, 12 августа 1936 — 19 июля 1976) — аргентинский революционер-геварист, основатель Революционной партии трудящихся и руководитель Революционной армии народа. Брат Франсиско Рене Сантучо.

## Биография
Свою политическую деятельность начал во FRIP, индоамериканской организации, созданной в Сантьяго-дель-Эстеро. Впоследствии в 1965 г. вместе с Науэлем Морено стал одним из создателей PRT (Революционной партии трудящихся, или в другом переводе — Революционной рабочей партии). В отличие от Морено Сантучо всего придерживался тактики вооруженной борьбы, поэтому в 1970 г. на пятом конгрессе PRT он выступил инициатором создания боевого крыла партии ERP (Народной революционной армии, или в другом переводе Революционной партии народа).
Основными акциями ERP были экспроприации банков, нападение на полицейские участки, политическая пропаганда и др. После кончины Перона предприняли ряд атак на военные гарнизоны.
Арестован в Кордове 2 сентября 1971 г., подвергался бесчеловечным пыткам, однако никого не выдал, а лишь установил связи с другими революционными и партизанскими организациями. 15 августа 1972 г. бежал из тюрьмы максимальной безопасности в городе Росон и перебрался в Чили. Откуда, чтобы не компрометировать правительство Сальвадора Альенде, уезжает на Кубу. В ходе побега была схвачена и затем расстреляна жена Сантучо, а также 15 других членов леворадикальных организаций Аргентины.
В ноябре 1972 г. возвращается в Аргентину. И предпринимает попытки объединить все партизанские группы в одну организацию. Тогда был написан один из наиболее известных текстов Сантучо «Аргентинцы, к оружию!», призывающей к всеобщему противостоянию диктатуре.
Вместе с руководителями других организаций обсуждал возможность создания «Организации освобождения Аргентины» (исп. Organización para la Liberación de Argentina).
Был убит в окрестностях Буэнос-Айреса на конспиративной квартире в 1976 г. Существует версия, что Сантучо мог быть выдан провокатором.